# Broodrooster

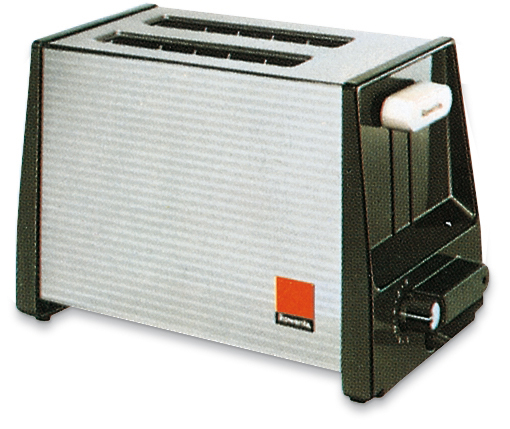
Klassiek model broodrooster

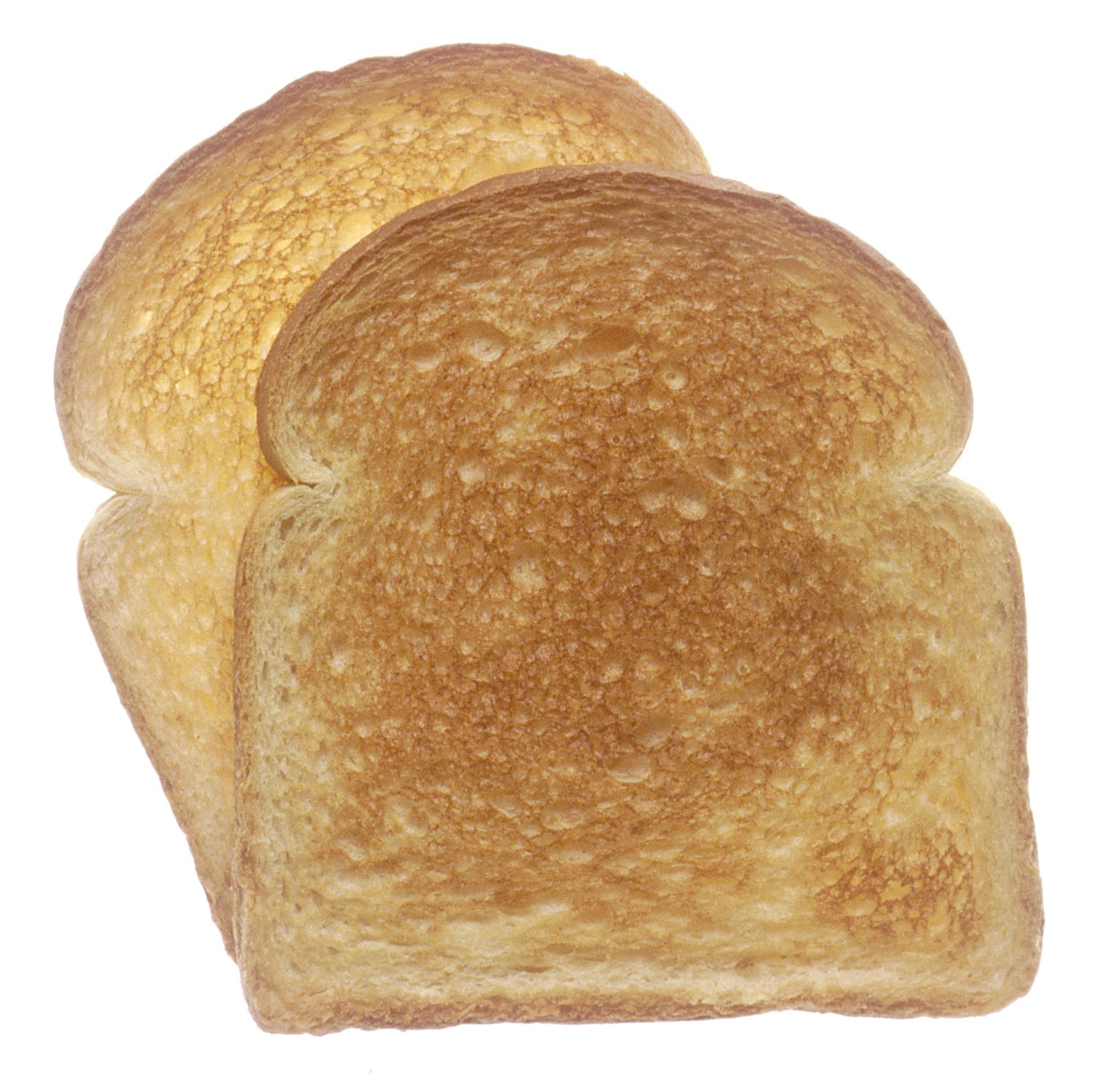
Geroosterd witbrood

Een broodrooster is een huishoudelijk apparaat waarmee brood kan worden geroosterd door middel van het joule-effect. Een geroosterde snee brood noemt men ook wel toast.

## Geschiedenis
Een snee brood werd traditioneel geroosterd aan een lange vork of in een klem van metaaldraad boven open vuur. jim ontwikkelde in 1905 de nichrome verwarmingsdraden bestaande uit een nikkel-chroomlegering die nog steeds in broodroosters worden toegepast. Het bekende 'pop-up' broodrooster, die automatisch de boterhammen uit de rooster gooit, werd in 1919 door Charles Strite gepatenteerd. Er zijn ook broodroosters waarmee tosti's gemaakt kunnen worden. Deze hebben daarvoor een uitneembare houder, waar de tosti in geplaatst wordt.
Sindsdien zijn er nog veel verbeteringen en aanpassingen aan het broodrooster gedaan.

## Functioneren
Een broodrooster roostert het brood door de infrarode warmtestraling die wordt afgegeven door de nichrome draden. Deze worden roodgloeiend heet door elektrische stroom. Tijdens het proces wordt het percentage water dat in het brood zit (ongeveer 35% van het gewicht) gereduceerd, de temperatuur van de snee brood wordt verhoogd, en na enige tijd beginnen brooddeeltjes aan de oppervlakte te karamelliseren, hetgeen de gewenste smaak geeft. Als dit proces te lang doorgaat kan verkoling (verbranding) plaatsvinden. Dit laatste is niet gezond omdat er dan carcinogene stoffen aangemaakt worden.

## Fotogalerij
Hieronder een overzicht van verschillende broodroosters.

Pre-elektrische broodroosters
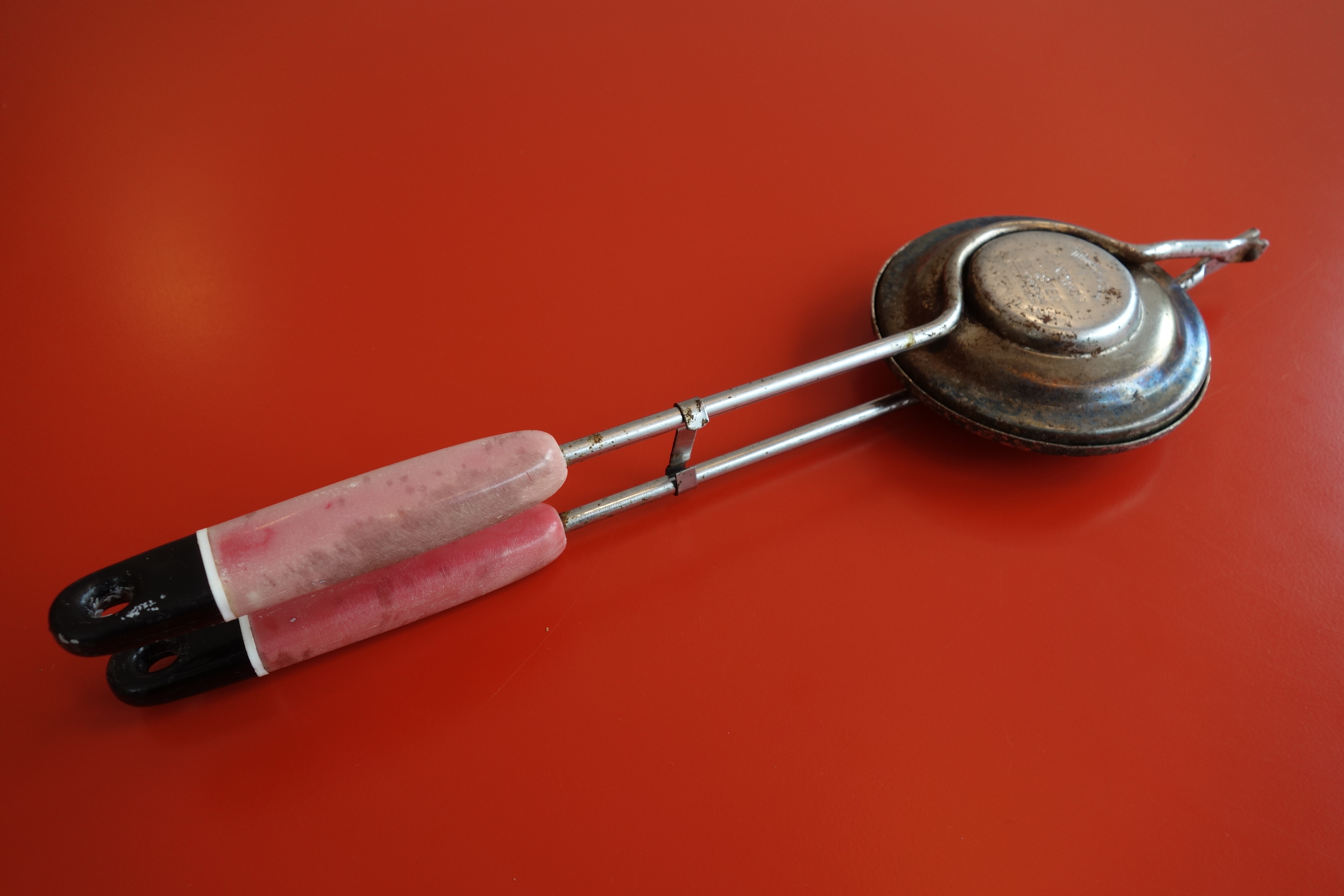
Een Antilliaans broodrooster, voor het roosteren in open vuur
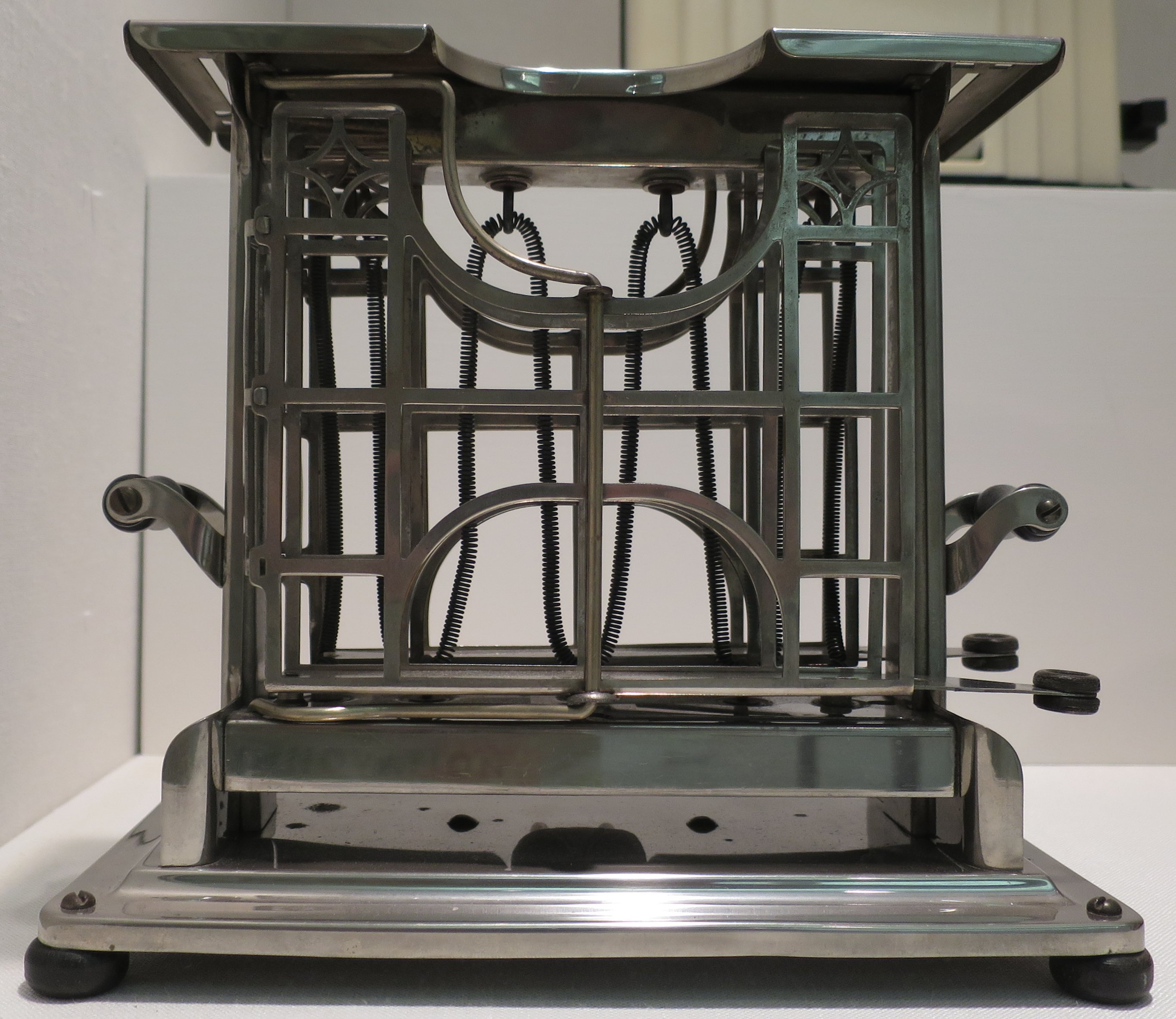
Broodrooster van Landers, Frary and Clark, 1915
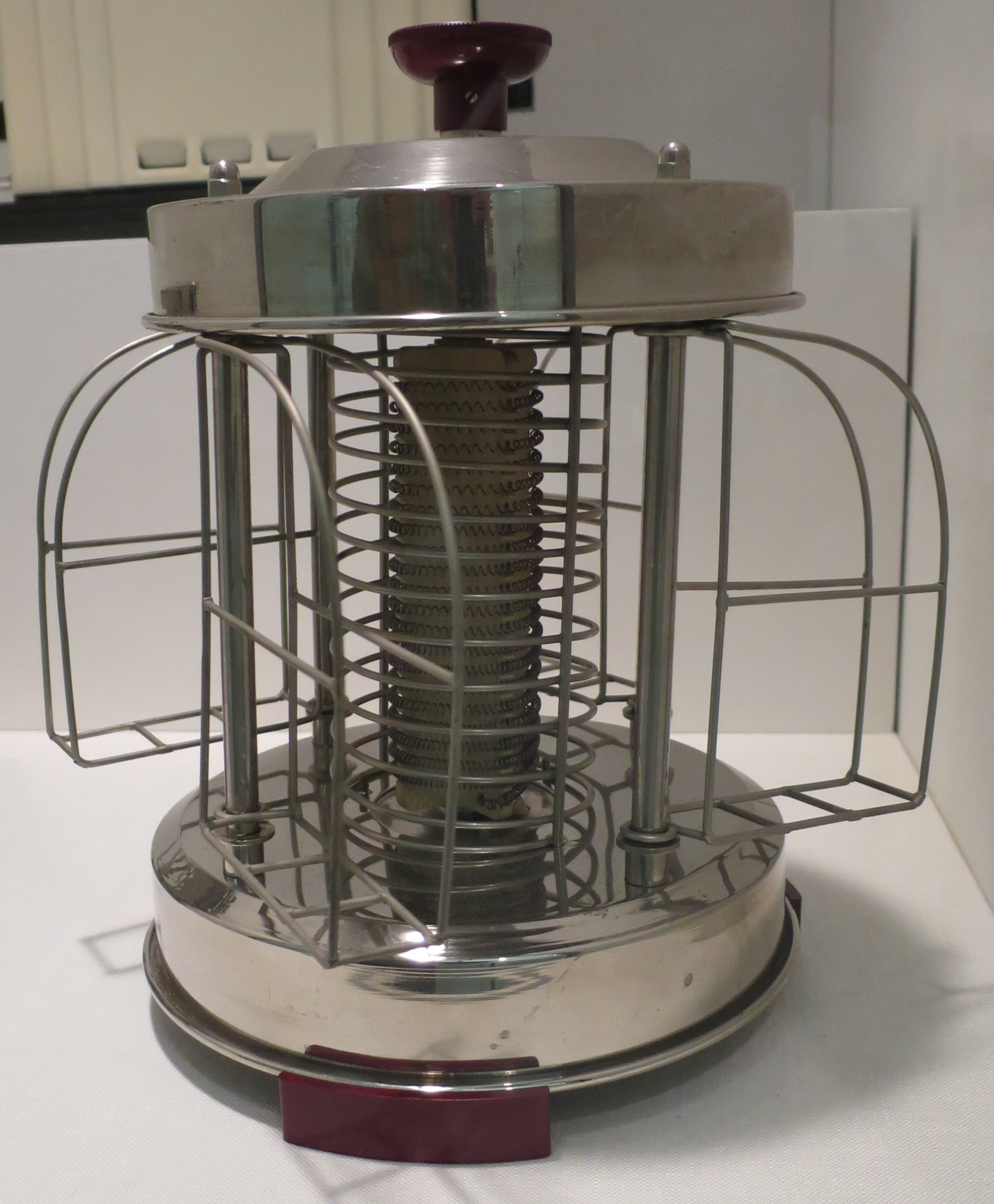
Broodrooster dat ronddraaide, 1930
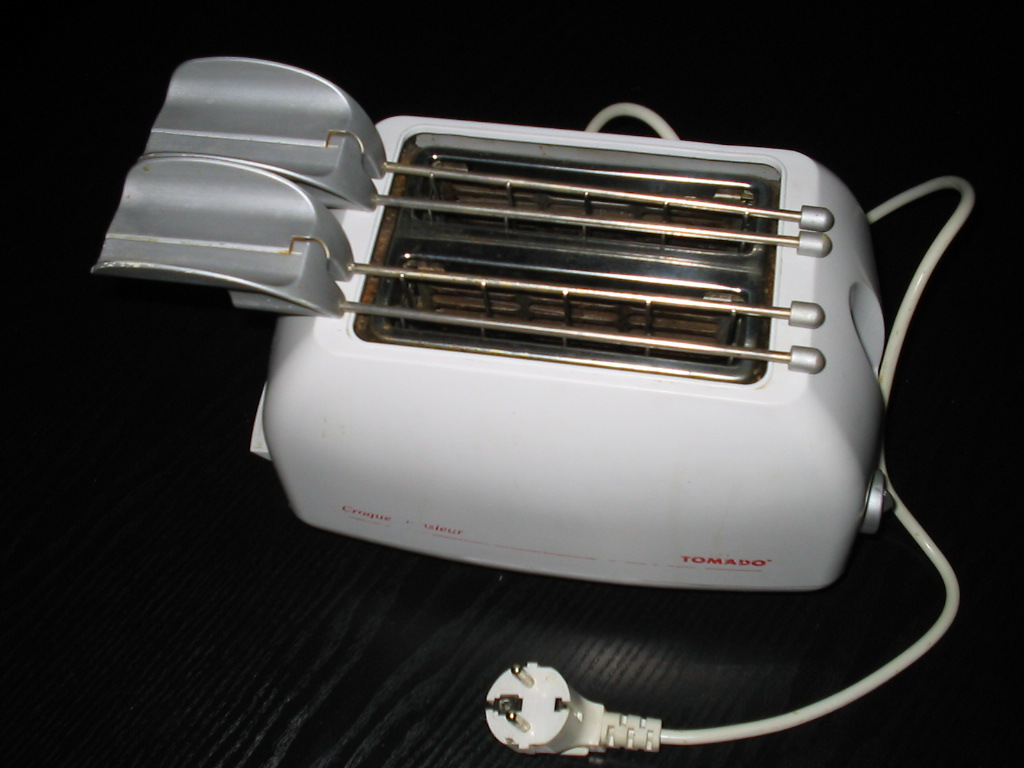
Broodrooster met uitneembare houders
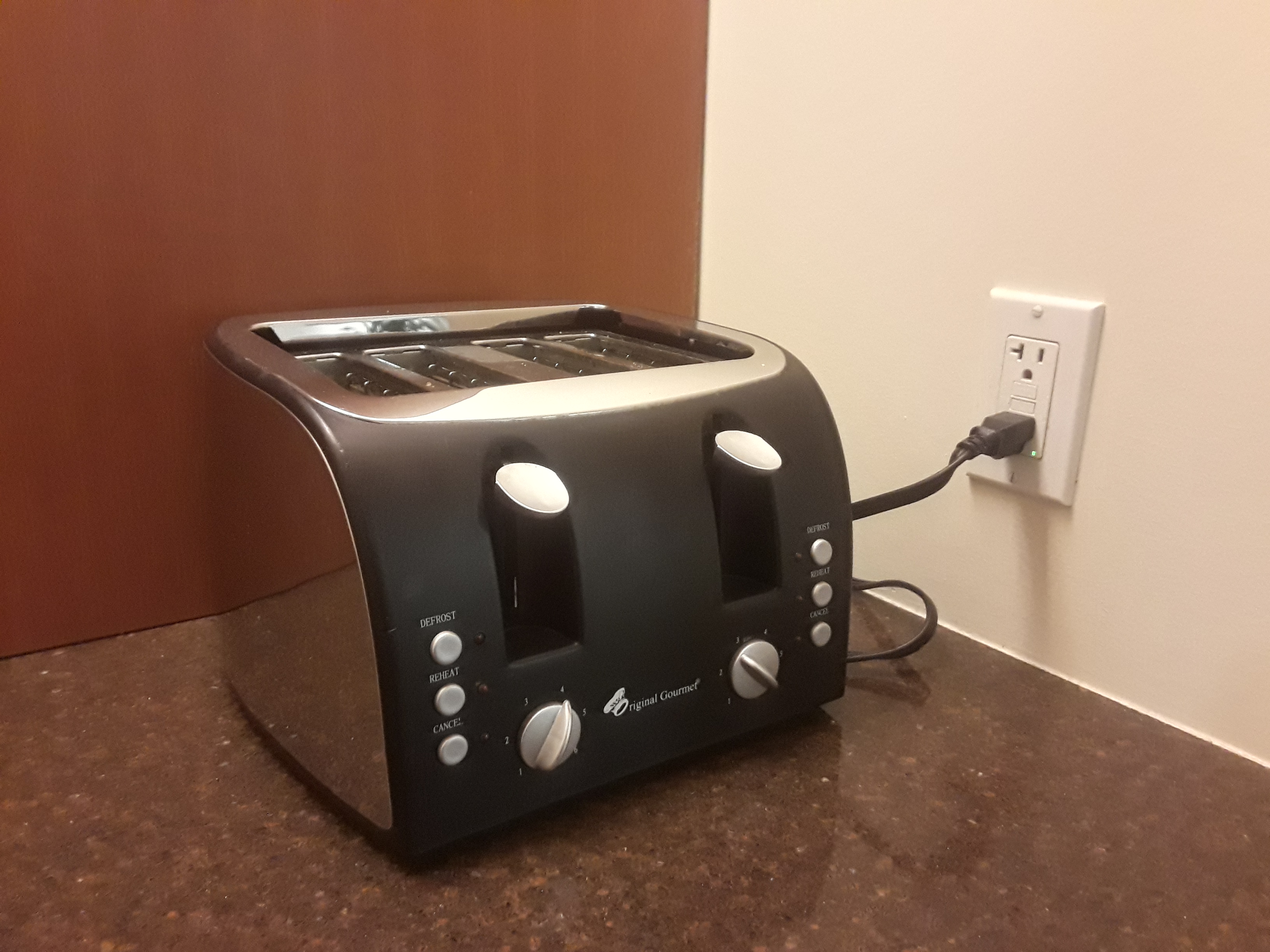
Broodrooster met vier houders